# Hood River
Hood River és una ciutat i seu del comtat de Hood River a l'estat d'Oregon dels Estats Units d'Amèrica. Està situada a la riba sud del riu Colúmbia.

## Demografia
Segons el cens del 2006 tenia 6.580 habitants. Segons el cens del 2000, Hood River tenia 5.831 habitants, 2.429 habitatges, i 1.442 famílies. La densitat de població era de 1.098,2 habitants per km².
Dels 2.429 habitatges en un 32,3% hi vivien nens de menys de 18 anys, en un 44,1% hi vivien parelles casades, en un 11,6% dones solteres, i en un 40,6% no eren unitats familiars. En el 32,8% dels habitatges hi vivien persones soles el 14,8% de les quals corresponia a persones de 65 anys o més que vivien soles. El nombre mitjà de persones vivint en cada habitatge era de 2,38 i el nombre mitjà de persones que vivien en cada família era de 3,06.
Per edats la població es repartia de la següent manera: un 26,2% tenia menys de 18 anys, un 9,7% entre 18 i 24, un 32,6% entre 25 i 44, un 18,5% de 45 a 60 i un 13,1% 65 anys o més.
L'edat mediana era de 34 anys. Per cada 100 dones de 18 o més anys hi havia 87,7 homes.
La renda mediana per habitatge era de 31.580$ i la renda mediana per família de 35.568$. Els homes tenien una renda mediana de 31.583$ mentre que les dones 24.764$. La renda per capita de la població era de 17.609$. Aproximadament el 12,1% de les famílies i el 17,3% de la població estaven per davall del llindar de pobresa.

## Poblacions properes
El següent diagrama mostra les poblacions més properes.